# Challenger de Split 2022
El torneo Split Open 2022 fue un torneo de tenis perteneció al ATP Challenger Tour 2022 en la categoría Challenger 80. Se trató de la 4ª edición; el torneo tuvo lugar en la ciudad de Split (Croacia), desde el 18 hasta el 24 de abril de 2022 sobre pista de tierra batida al aire libre.

## Jugadores participantes del cuadro de individuales
| Favorito | País                       | Jugador               | Rank1 | Posición en el torneo |
| -------- | -------------------------- | --------------------- | ----- | --------------------- |
| 1        | Bandera de República Checa | Zdeněk Kolář          | 141   | Primera ronda         |
| 2        | Bandera de Serbia          | Nikola Milojević      | 148   | Primera ronda         |
| 3        | Bandera de Australia       | Christopher O'Connell | 150   | CAMPEÓN               |
| 4        | Bandera de Turquía         | Altuğ Çelikbilek      | 174   | Segunda ronda         |
| 5        | Bandera de Italia          | Thomas Fabbiano       | 178   | Primera ronda         |
| 6        | Bandera de Francia         | Enzo Couacaud         | 179   | Primera ronda         |
| 7        | Bandera de Argentina       | Marco Trungelliti     | 194   | Primera ronda, retiro |
| 8        | Bandera de Polonia         | Kacper Żuk            | 200   | Cuartos de final      |

- 1 Se ha tomado en cuenta el ranking del 11 de abril de 2022.

### Otros participantes
Los siguientes jugadores recibieron una invitación (wild card), por lo tanto ingresan directamente al cuadro principal (WC):
- Luka Mikrut
- Mili Poljičak
- Dino Prižmić

Los siguientes jugadores ingresan al cuadro principal tras disputar el cuadro clasificatorio (Q):
- Matteo Arnaldi
- Michael Geerts
- Luca Nardi
- Johan Nikles
- Alexander Shevchenko
- Máté Valkusz

## Campeones

### Individual Masculino
- Christopher O'Connell derrotó en la final a  Zsombor Piros, 6–3, 2–0 ret.

### Dobles Masculino
- Nathaniel Lammons /  Albano Olivetti derrotaron en la final a  Sadio Doumbia /  Fabien Reboul, 4–6, 7–6(6), [10–7]